# カサノリ属

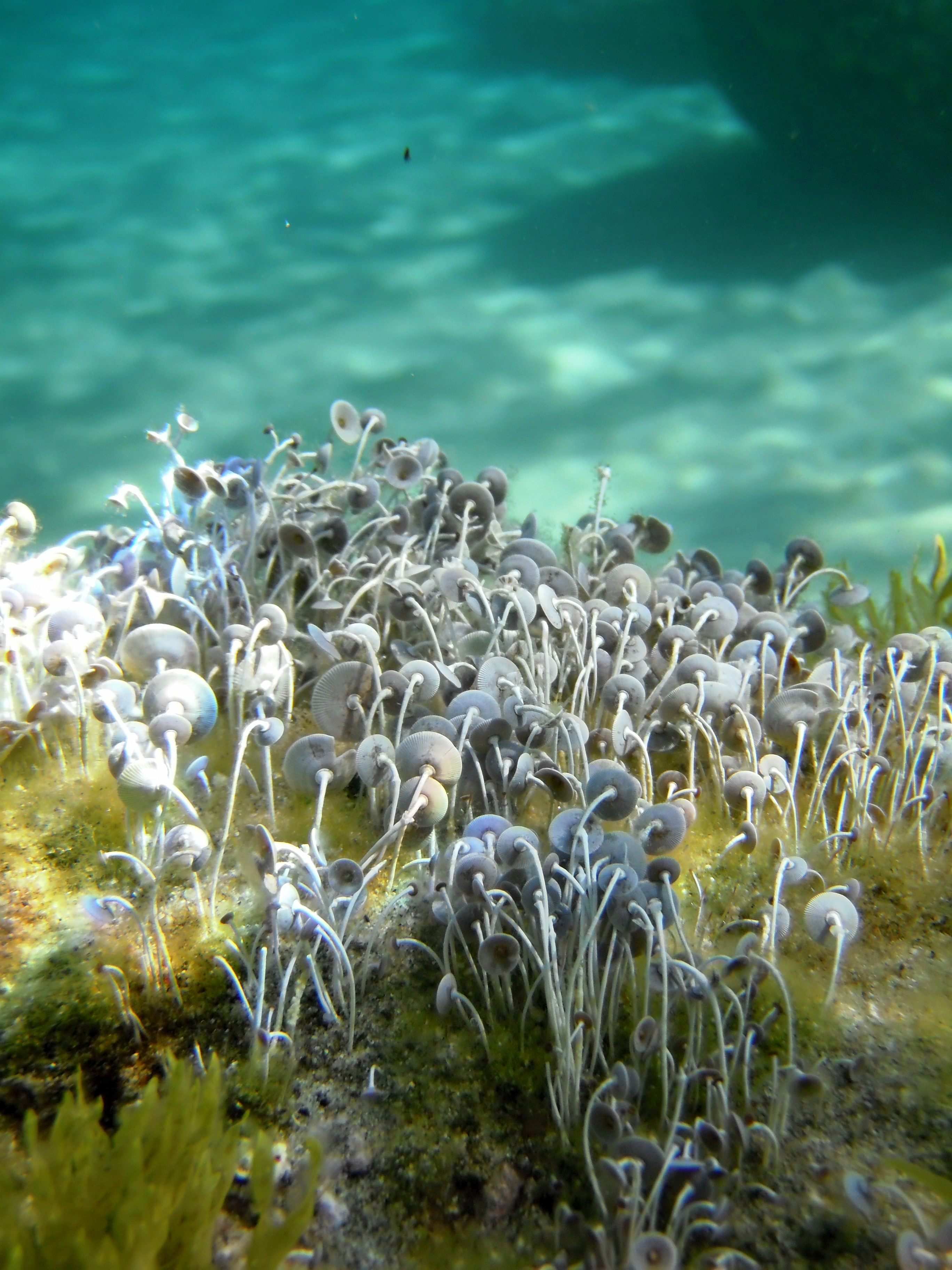
海底で生育するカサノリ属の1種

カサノリ属（カサノリぞく、Acetabularia）は、カサノリ目カサノリ科に所属する緑藻の属の一つ。亜熱帯の海域に生育する海藻であり、約20種の現生種が知られる。なお単にカサノリというと、カサノリ属の総称、あるいはカサノリ属の1種 A. ryukyuensis のことを指す。
カサノリは単細胞生物であるが、体サイズが非常に大きく、複雑な形態をしていることから、細胞生物学の研究においてモデル生物として扱われている。

## 名称
属名の Acetabulariaは、古代ギリシャで使用されていたビネガー用の皿の名前（acetabulum）に由来し、カサノリがもつ傘状の構造にちなんでいる。そのため、カサノリのことを英語で mermaid's wineglass ということもある。和名のカサノリは、傘をもつ藻類であることを示している。

## 形態
カサノリは2つの配偶子が融合してできた接合子から生長するが、配偶子の生産以外に細胞分裂は行わず、植物体は単細胞である。成熟したカサノリは「人魚傘」（Mermaide's cap）と呼ばれる直径0.5-10 cmの傘状の構造を持ち、その下に柄と仮根を持つ。細胞核は仮根に1つだけ持つ。細胞核は約0.1mmと大型である。細胞内の大部分は液胞であり、マグネシウムイオンが豊富に含まれているため細胞内のpHは非常に低い。
成体の細胞の寿命は数か月であり、加齢と共にカルシウムの沈着によって傘が白っぽくなる。
成長途中のカサノリの柄には輪生葉が形成されるが、形成後すぐに脱落するため、ほとんど何の機能も持っていないと考えられている。カサノリ目の化石種からは全て輪生する側葉が発見されており、カサノリがもつ輪生葉はこれを痕跡的に受け継いでいるものと考えられている。

## 生活環

カサノリの生活環。

カサノリは発生から3-6か月で生殖相に入る。生殖相に入ると、単一であった核が多数回分裂して数千個の核を生じる。これらの核は傘状構造に移動し、鞭毛を持つ一倍体の配偶子となる。配偶子はシスト（包嚢）という袋状の構造内に詰まっており、傘内にはシストが多数含まれている。傘の細胞壁が分解されるとシストは海中に放たれ、漂流中にシストの蓋が開いて配偶子が放出される。
配偶子は、鞭毛によって海中を泳ぐ間に別の配偶子と融合して接合子を形成し、新たな個体が発生する。接合子は粘着物質を分泌して岩などに付着し、柄の成長や仮根の分枝が起こる。このとき分枝した仮根の1本に核が定着する。
発生から60日程経過すると、柄に長さ数mmほどの輪生葉を生じる。2-3日ごとに新しい輪生葉が先端に生じ、ついで古い輪生葉から順番に脱落する。そして最終的に、先端に鋸歯状の節構造が形成され、それが径を増して傘状の構造となる。そしてまた生殖相に入り、再び配偶子を生産して繁殖する。

## 進化
カサノリ属が所属するカサノリ目は、約5億7100万年前にハネモ目から分化したと考えられている。カサノリ目に属するカサノリ科とダジクラズス科（ケブカフデモ科）が分化したのは約4億5800万年前であり、カサノリ科の中で、カサノリ属と近縁なヒナカサノリ属 (Parvocaulis) が分化したのは、約2億5600万年前とされている。

## 人間との関係
カサノリは、単細胞生物でありながら複雑な形態をもつため、細胞生物学や形態形成の研究において、モデル生物として利用される。また細胞核も0.1 mmと比較的大きいため、Hämmerling (1953) をはじめ遺伝学の実験材料としてたびたび用いられ、遺伝子発現の実験材料として古くから重要であった。カサノリは核が仮根にあり、傘や柄を切除しても仮根から再び植物体を再生させることが出来るため、形態形成の実験に用いるにも都合がいいとされている。
高等学校などでは、核の性質を確かめる実験として、カサノリの接木実験が行われることがある。